# محمد آصف رحیمی
محمد آصف رحیمی ( زاده ۱۹۵۹ میلادی پغمان - ولایت کابل) سیاستمدار افغانستانی، وزیر سابق وزارت زراعت، آبیاری و مالداری افغانستان و والی اسبق هرات است. وی از سال ۱۹۷۸ تا ۱۹۸۱ در دانشگاه کابل در رشته انجینری برق و تعلیمات فنی و از سال ۱۹۸۸ میلادی تا ۱۹۸۹ در رشته تحصیلی اداره عامه و برنامه‌های انکشافی، در دانشگاه نبراسکا آمریکا تحصیل داشته‌است.
محمد آصف به زبان‌های فارسی دری، پشتو و انگلیسی تسلط کامل دارد.

## پیشینه شغلی
از سال ۲۰۱۴ تا تقرر عبدالقیوم رحیمی مقام ولایت هرات
از سال ۲۰۰۸ تا ۲۰۱۴ وزیر زراعت آبیاری و مالداری در وزارت زراعت
از سال ۲۰۰۶ تا ۲۰۰۸ معین وزارت احیاء و انکشاف دهات در وزارت احیاء و انکشاف دهات
از سال ۲۰۰۵ تا ۲۰۰۶ رئیس برنامه‌های همبستگی ملی در وزارت احیاء و انکشاف دهات
از سال ۲۰۰۱ تا ۲۰۰۵ کارمند انکشافی جنوب آسیا در CARE Canada
از سال ۱۹۸۹ تا ۲۰۰۱ رئیس برنامه‌های انکشافی مؤسسه بین‌المللی مراقبت در افغانستان در  Care USA 